# Sehnsucht (Eichendorff)

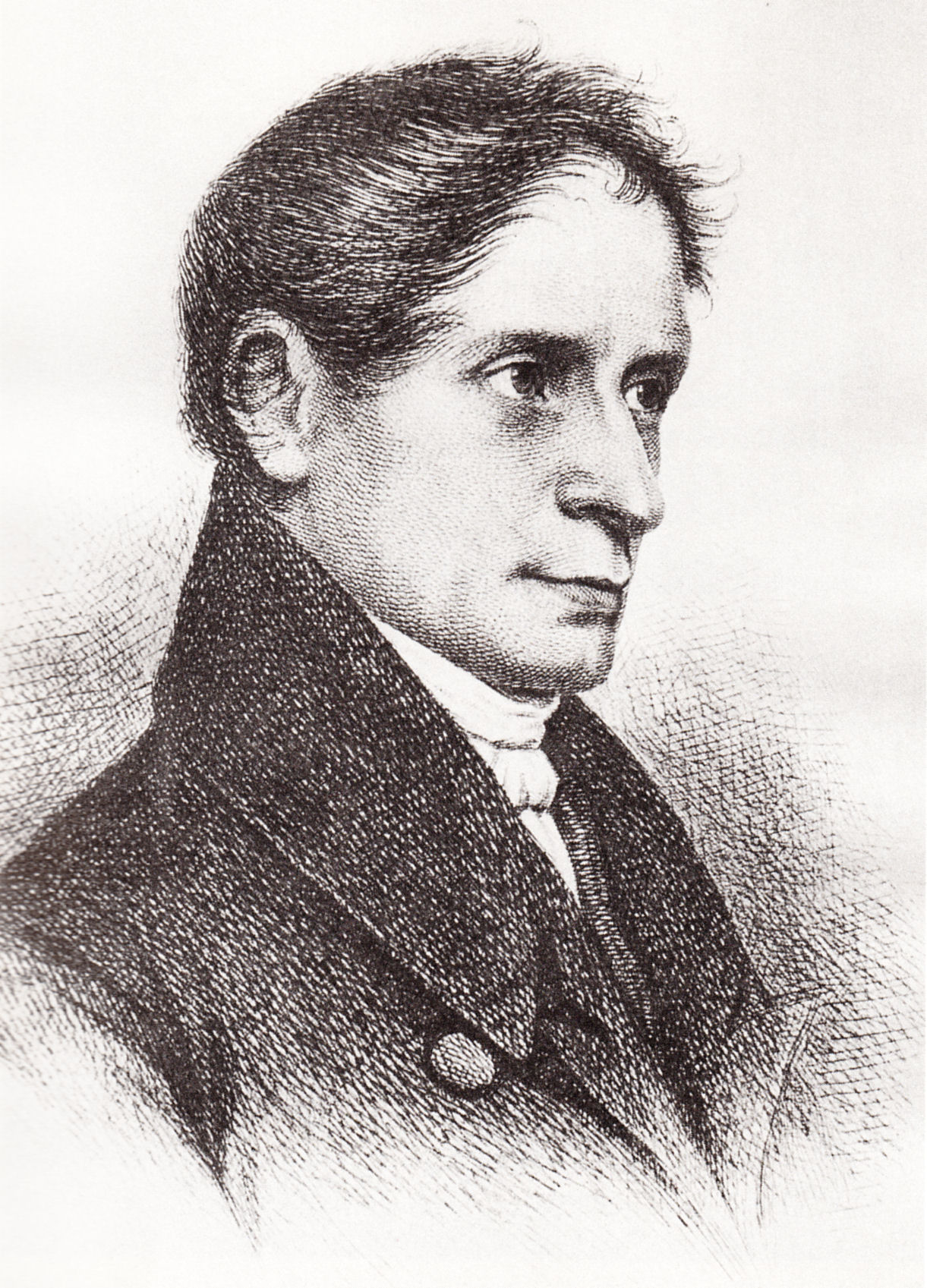
Joseph von Eichendorff

Sehnsucht ist ein Gedicht von Joseph von Eichendorff. Es wurde 1834 in dem Roman „Dichter und ihre Gesellen“ publiziert.

## Struktur
Das Gedicht besteht aus drei Strophen zu je acht Versen mit Kreuzreimen der Gestalt ababcdcd.  Es handelt sich um verdoppelte Volksliedstrophen mit – gelegentlich zweisilbigem – Auftakt, durchgehend drei Hebungen pro Vers, freien Senkungsfüllungen und abwechselnd weiblichen und männlichen Kadenzen.

## Wortlaut

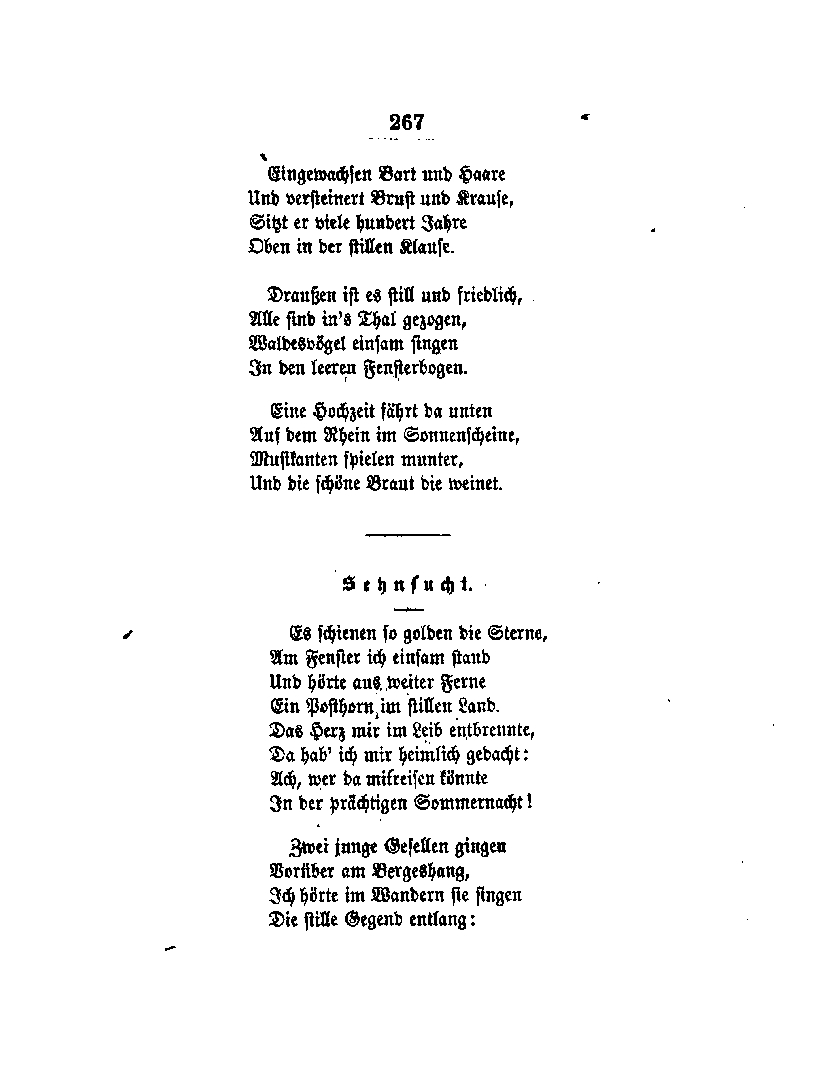
Ausgabe von 1864

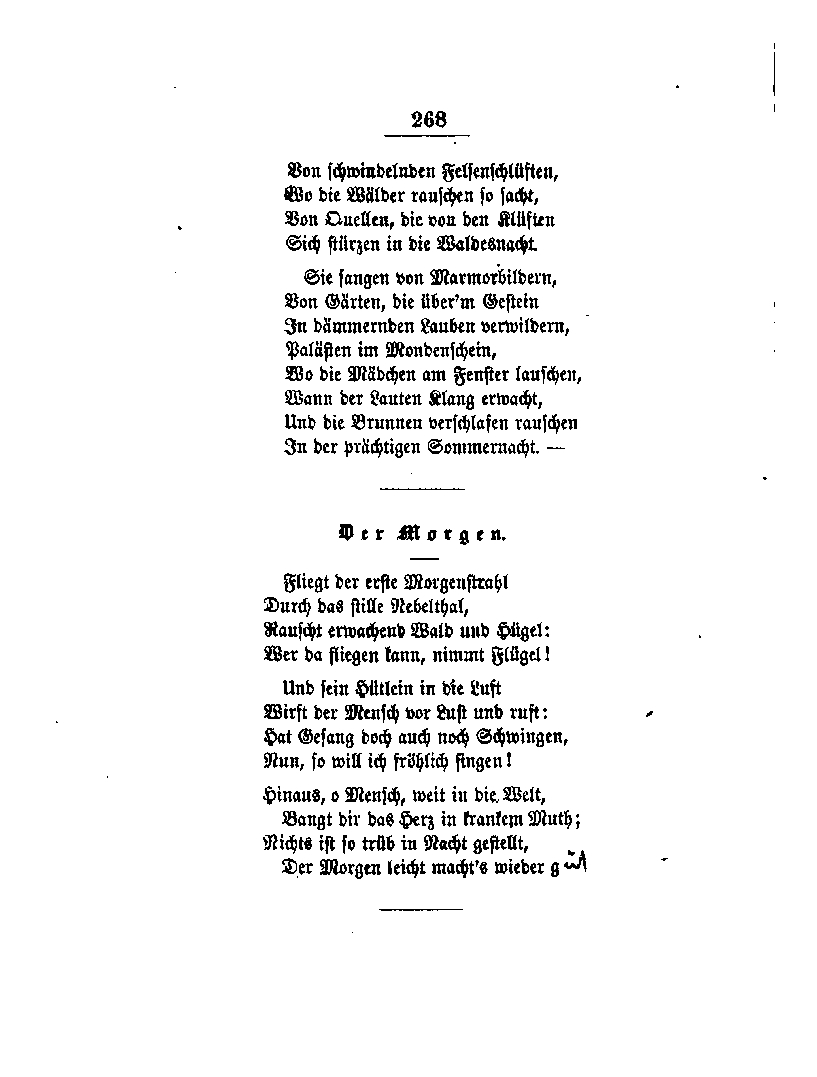
Ausgabe von 1864

Die Schreibung folgt der zitierten Textausgabe, S. 334, 21. Z.v.o.
Sehnsucht.
Es schienen so golden die Sterne,
Am Fenster ich einsam stand
Und hörte aus weiter Ferne
Ein Posthorn im stillen Land.
Das Herz mir im Leib entbrennte,
Da hab’ ich mir heimlich gedacht:
Ach wer da mitreisen könnte
In der prächtigen Sommernacht!

Zwei junge Gesellen gingen
Vorüber am Bergeshang,
Ich hörte im Wandern sie singen
Die stille Gegend entlang:
Von schwindelnden Felsenschlüften,
Wo die Wälder rauschen so sacht,
Von Quellen, die von den Klüften
Sich stürzen in die Waldesnacht.

Sie sangen von Marmorbildern,
Von Gärten, die über'm Gestein
In dämmernden Lauben verwildern,
Palästen im Mondenschein,
Wo die Mädchen am Fenster lauschen,
Wann der Lauten Klang erwacht,
Und die Brunnen verschlafen rauschen
In der prächtigen Sommernacht.

## Interpretation
- In seiner sehr genauen Besprechung geht Seidlin an mehreren Stellen auf das Metrum[3] ein. Des Weiteren wird der moderate Beleuchtungswechsel der Szenerie – von düsterer Waldesnacht über dämmernde Lauben zu vollem Mondenschein diskutiert.[4] Das Gedicht zerfalle in drei Teile – ein es-Gedicht (Vers 1), ein ich-Gedicht (Verse 2 bis 8) und ein sie-Gedicht (Verse 9 bis 24).[5]
- Adorno stellt Sehnsucht ins Zentrum seiner Eichendorff-Interpretation: „Dies Gedicht, unvergänglich wie nur eines aus Menschenhand, enthält kaum einen Zug, dem man nicht das Abgeleitete, Sekundäre vorrechnen könnte, aber jeder dieser Züge wandelt sich in Charakter durch die Fühlung mit dem nächsten. […] Sehnsucht mündet in sich als in ihr eigenes Ziel, so wie, in ihrer Unendlichkeit, der Transzendenz über alles Bestimmte, der Sehnsüchtige den eigenen Zustand erfährt; so wie Liebe stets so sehr der Liebe gilt wie der Geliebten.“[6]
- Frühwald zieht eine Parallele zu Goethes Kennst du das Land, wo die Zitronen blühn. Zudem erinnere das Lob auf die Kunstheimat Italien an die Herzensergießungen. Fiametta, die Sängerin des oben zitierten Textes, singe mit nachtigallfarbener Stimme das Lied der Poesie. Das Lied entstehe in einem erfüllten Augenblick aus der Schau von Erinnerung und Gegenwart. Dabei sei das Lied die Bewegung des Herzens selbst. Die ein solches Lied singe, sage alle Kunst Eichendorffs.
- Freund[7]: Der Traum von der metaphysischen Reise ins goldene Reich der Sterne sei ausgeträumt. Der poetische Mensch bleibe einsam am heimatlichen Fenster stehen, „unfähig, seine Enge zu verlassen“.

## Vertonung
Der Komponist Justus Wilhelm Lyra vertonte das Gedicht und veröffentlichte die Melodie 1843 in dem von ihm mitherausgegebenen Werk Deutsche Lieder nebst ihren Melodien, aus dem dann später das Allgemeine Deutsche Kommersbuch hervorging.

### Zitierte Textausgabe
- Dichter und ihre Gesellen. Novelle. S. 105–353 in Brigitte Schillbach (Hrsg.), Hartwig Schultz (Hrsg.): Dichter und ihre Gesellen. Erzählungen II. in Wolfgang Frühwald (Hrsg.), Brigitte Schillbach (Hrsg.), Hartwig Schultz (Hrsg.): Joseph von Eichendorff. Werke in fünf Bänden. Band 3. 904 Seiten. Leinen. Deutscher Klassiker Verlag, Frankfurt am Main 1993 (1. Aufl.), ISBN 3-618-60130-1